# Carolus Niellius

Carolus Niellius

Carolus Niellius (* 15. September 1576 in Wesel; † 28. Oktober 1652 in Amsterdam) war ein evangelisch-reformierter niederländischer Geistlicher, der als prominenter Remonstrant 1618 auf der Dordrechter Synode vorgeladen wurde.

## Biografie
Der Vater Charles de Nielles war ein evangelisch-reformierter Prediger von Wallonengemeinden in Antwerpen, Köln und Wesel, wo er 1585 das Bürgerrecht erwarb. Sein Sohn Carolus studierte Theologie an den Universitäten Marburg und Herborn, bevor er sich 1599 an der Universität Leiden immatrikulierte. Zu seinen akademischen Lehrern gehörten Junius, Gomarus, Bertius und Scaliger.
Von 1600 bis 1604 war Niellius Prediger der Wallonengemeinde in Köln und wechselte dann nach Utrecht, wo er bald in die Diskussionen um den Arminianismus involviert war. Aus dieser Zeit datiert eine lebenslange Freundschaft mit Johannes Uytenbogaert. 1615 verteidigte er Simon Goulart, als er wegen seiner Gnadenlehre vor das Konsistorium der Wallonengemeinde zu Amsterdam zitiert wurde, allerdings vergeblich. In der Remonstrantischen Bruderschaft hatte Niellius eine führende Stellung. Deshalb war er unter den prominenten Vertretern dieser Bewegung, die 1618 vor die Dordrechter Synode geladen wurden, und er verteidigte dort die remonstrantischen Positionen, bis seine Gruppe im Januar 1619 von den Verhandlungen ausgeschlossen wurde. Die Verurteilung durch die Synode hatte für Niellius direkt den Verlust der Pfarrstelle zur Folge. Am 6. Juli 1619 wurde er nach Waalwijk verbannt. Er hatte weiterhin führende Funktionen in der remonstrantischen Gemeinschaft und reiste 1620 zusammen mit Wilhelmus Lomannus nach Holstein, um dort die Möglichkeiten für die Gründung einer remonstrantischen Gemeinde zu prüfen. Zusammen mit Eduard Popius wurde er im Januar 1623 in Haarlem verhaftet und zu lebenslänglichem Kerker in der Festung Loevestein verurteilt. Popius starb schon kurz darauf. Niellius dagegen überstand mit einigen anderen Remonstranten acht Jahre Haft; 19. Juli 1631 gelang der Gruppe die Flucht. Niellius wurde am 1. März 1632 von der Remonstrantengemeinde zu Amsterdam als Pfarrer angestellt und übernahm zusätzlich überregionale Aufgaben wie Visitationen.
Niellius verfasste mehrere Streitschriften zu theologischen Fragen und gebrauchte dabei Pseudonyme: Clivensis, Cleef, Clever, Andries oder Sr van Cleef.